# Paraskeuī Tsiamita
Paraskeuī Tsiamita (in greco Παρασκευή Τσιαμίτα?; Volos, 10 marzo 1972) è un'ex triplista greca, campionessa mondiale a Siviglia 1999.

## Palmarès
| Anno | Manifestazione  | Sede     | Evento       | Risultato | Prestazione | Note             |
| ---- | --------------- | -------- | ------------ | --------- | ----------- | ---------------- |
| 1998 | Europei         | Budapest | Salto triplo | 9ª        | 14,23 m     |                  |
| 1999 | Mondiali indoor | Maebashi | Salto triplo | 5ª        | 14,63 m     | Record nazionale |
| 1999 | Mondiali        | Siviglia | Salto triplo | Oro       | 14,88 m     |                  |

## Altre competizioni internazionali
1999
- Argento alle IAAF Grand Prix Final ( Monaco di Baviera), salto triplo - 14,77 m